# Zbijewo
Zbijewo – wieś w Polsce położona w województwie kujawsko-pomorskim, w powiecie włocławskim, w gminie Chodecz.
W latach 1975–1998 miejscowość administracyjnie należała do województwa włocławskiego. Według Narodowego Spisu Powszechnego (III 2011 r.) liczyła 139 mieszkańców. Jest dwunastą co do wielkości miejscowością gminy Chodecz.

## Pomniki przyrody
W 2012 roku pomnikiem przyrody ustanowiono 4 dęby szypułkowe rosnące w parku:
- Kiejstut o obwodzie 758 cm
- Olgierd o obwodzie 377 cm
- Władysław o obwodzie 353 cm
- Stanisław o obwodzie 348 cm.